# Uesslingen

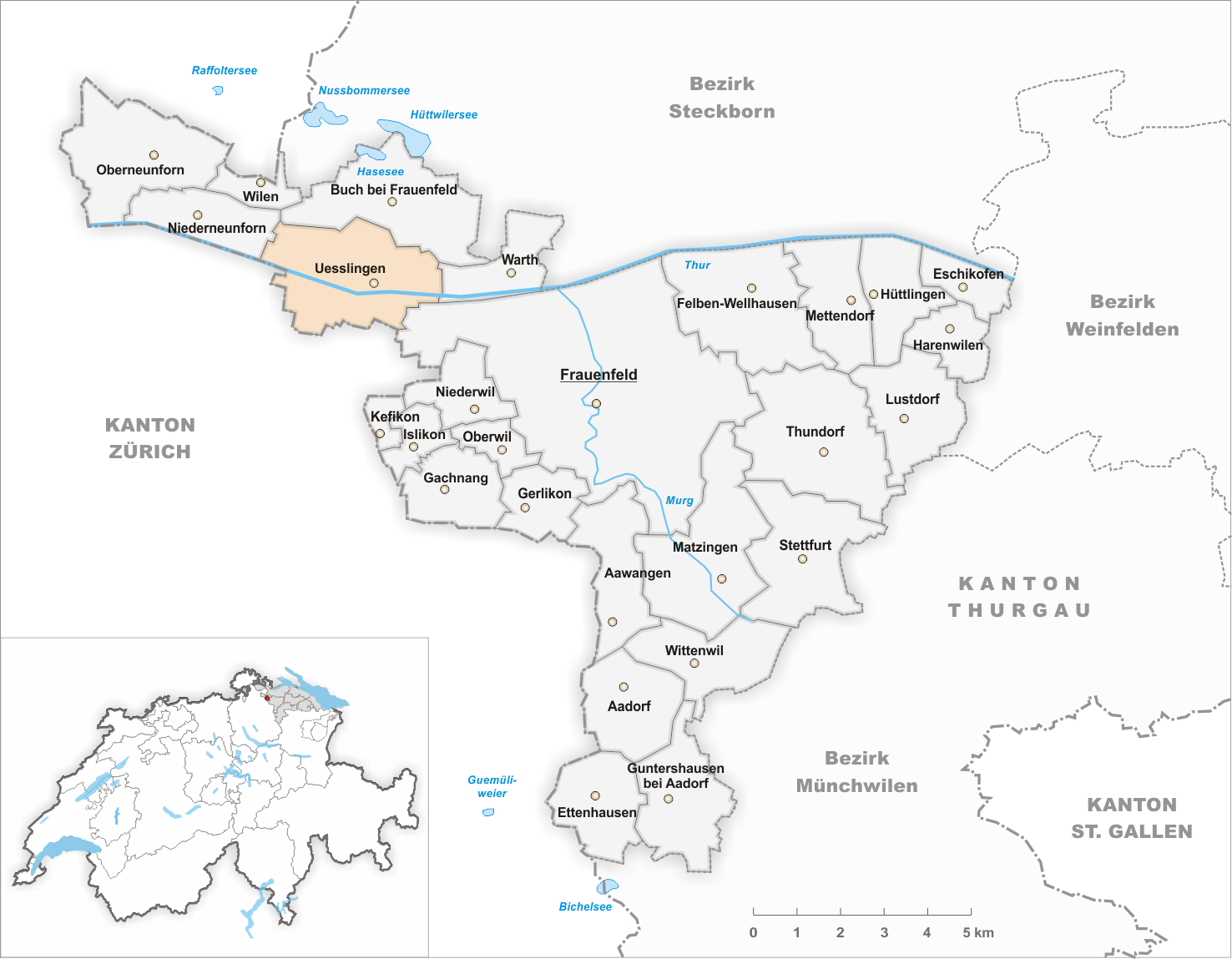
Gemeindestand vor der Fusion 1995

Uesslingen ist eine ehemalige Orts- und Munizipalgemeinde und eine Ortschaft der Gemeinde Uesslingen-Buch im Bezirk Frauenfeld des Kantons Thurgau in der Schweiz.
1803 bis 1994 bildeten die Ortsgemeinden Buch bei Frauenfeld, Uesslingen und Warth die Munizipalgemeinde Uesslingen.
Am 1. Januar 1995 fusionierten die Ortsgemeinden Uesslingen und Buch zur politischen Gemeinde Uesslingen-Buch.

## Geographie
Uesslingen mit den Weilern Dietingen, Iselisberg und Wyden liegt am rechten Ufer der Thur an der Strasse von Frauenfeld nach Schaffhausen.

## Geschichte

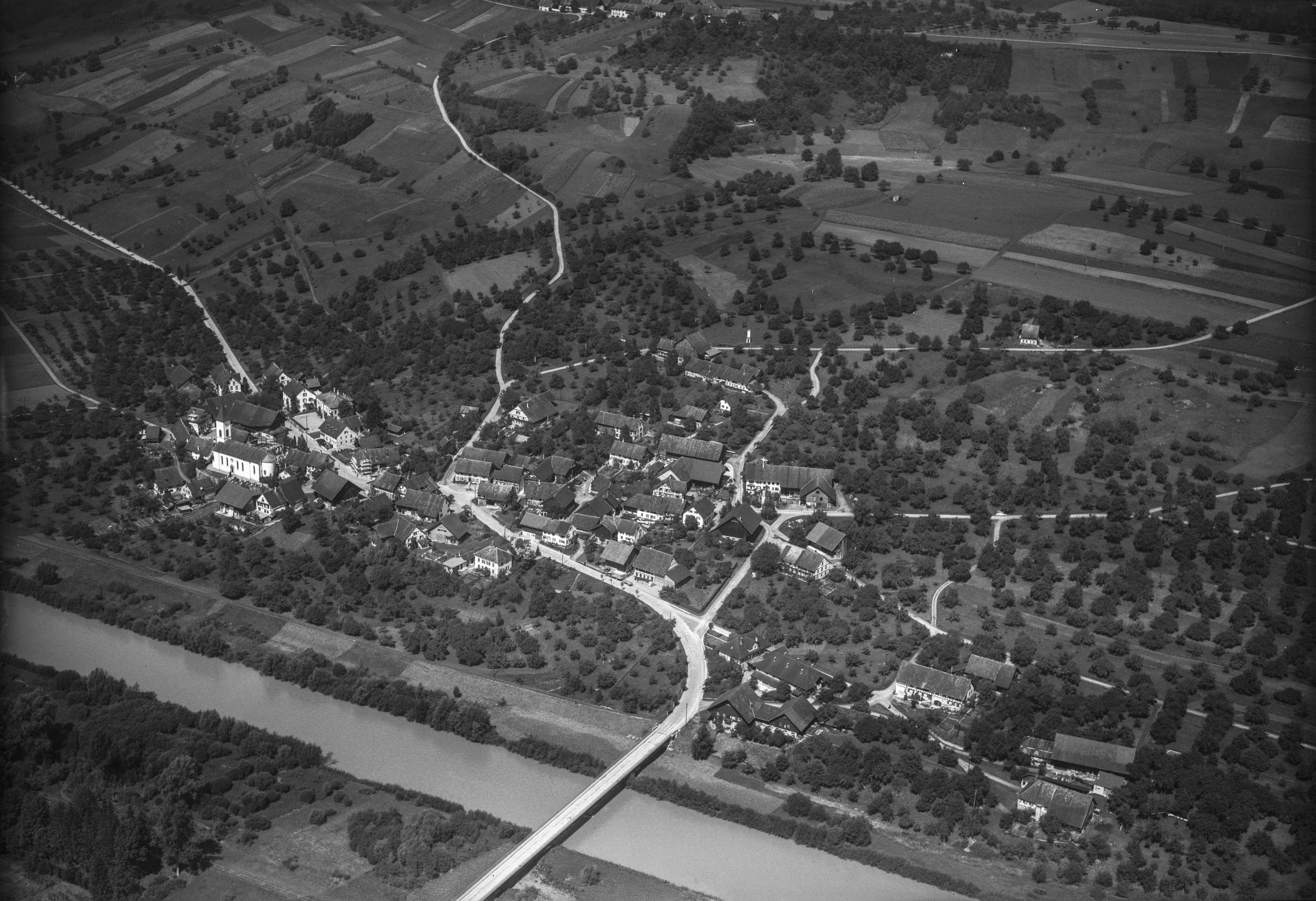
Uesslingen 1948

Der Ortsname mit der Endung «-ingen» lässt vermuten, dass sich bereits ca. 600 n. Chr. während der ersten Phase der Landnahme durch die Alemannen Menschen in Uesslingen niedergelassen haben. Am 14. März 1094 taucht der Ortsname als Uselinga zum ersten Mal auf einem Schriftstück auf, nach dem ein gewisser Rupert und seine Neffen Erlewin und Eberhard dem Kloster Allerheiligen in Schaffhausen ihren Besitz im Thurgau in der Region von Matzingen schenkten.
Die Herren von Yselingen hatten wahrscheinlich zu dieser Zeit auf dem Iselisberg ihre Burg.
Vom Spätmittelalter bis 1798 gehörte Uesslingen zur niederen Gerichtsherrschaft Ittingen. 1420 erhielt es eine Offnung.
Herzog Welf VI. schenkte 1152 die Kirche Uesslingen dem Augustinerchorherrenstift Ittingen. Nach der Übernahme des Stifts durch die Kartäuser hatten diese von 1461 bis 1831 die Kollatur inne. Nach der Reformation von 1525 wurde die Kirche ab 1549 paritätisch genutzt. 1853 gründeten die Reformierten eine Kirchgemeinde, blieben aber weiterhin mit Hüttwilen verbunden. 1872 wurde die Kirche neu gebaut.
Obst- und Weinbau sowie Vieh- und Milchwirtschaft bestimmten das Erwerbsleben in Uesslingen. Über die Thur bestand nur eine Fährverbindung, die 1808 durch eine Holzbrücke abgelöst wurde. 1988 entstand an ihrer Stelle die neue Betonbrücke.
→ siehe auch Abschnitt Geschichte im Artikel Iselisberg

## Wappen
Blasonierung: In Schwarz ein weisser Wellenbalken.
Der gewellte Wappenfuss symbolisiert die Thur. Die Farben Schwarz und Weiss offenbaren die einstige Zugehörigkeit zur Gerichtsherrschaft der Kartause Ittingen.

## Bevölkerung
|                   | 1850  | 1900  | 1950  | 1990  | 2000  | 2010  | 2018  |
| ----------------- | ----- | ----- | ----- | ----- | ----- | ----- | ----- |
| Munizipalgemeinde | 1011  | 746   | 799   | 918   |       |       |       |
| Ortsgemeinde      | 631   | 441   | 468   | 585   |       |       |       |
| Ortschaft         |       |       |       |       | 469   | 409   | 745   |
| Quelle            | [ 3 ] | [ 3 ] | [ 3 ] | [ 3 ] | [ 6 ] | [ 7 ] | [ 2 ] |

Von den insgesamt 745 Einwohnern der Ortschaft Uesslingen im Jahr 2018 waren 77 bzw. 10,3 % ausländische Staatsbürger. 396 (53,2 %) waren evangelisch-reformiert und 159 (21,3 %) römisch-katholisch.

## Religionen
In Uesslingen besteht eine evangelische und eine katholische Kirchgemeinde. Die im Jahre 1872 im neuromanischen Stil erbaute Kirche «Peter und Paul» wird von beiden Konfessionen genutzt und getragen. Erstmals wurde sie 1938 renoviert. Die letzte Renovation dauerte von 1988 bis 1990. Seither gibt es hier eine Späth-Orgel.
Zur katholischen Kirchgemeinde gehören Uesslingen-Buch, Neunforn sowie Uerschhausen. Es besteht eine Pfarrgemeinschaft mit Gachnang.

## Sehenswürdigkeiten
Der Weiler Iselisberg ist im Inventar der schützenswerten Ortsbilder der Schweiz aufgeführt.

## Bilder

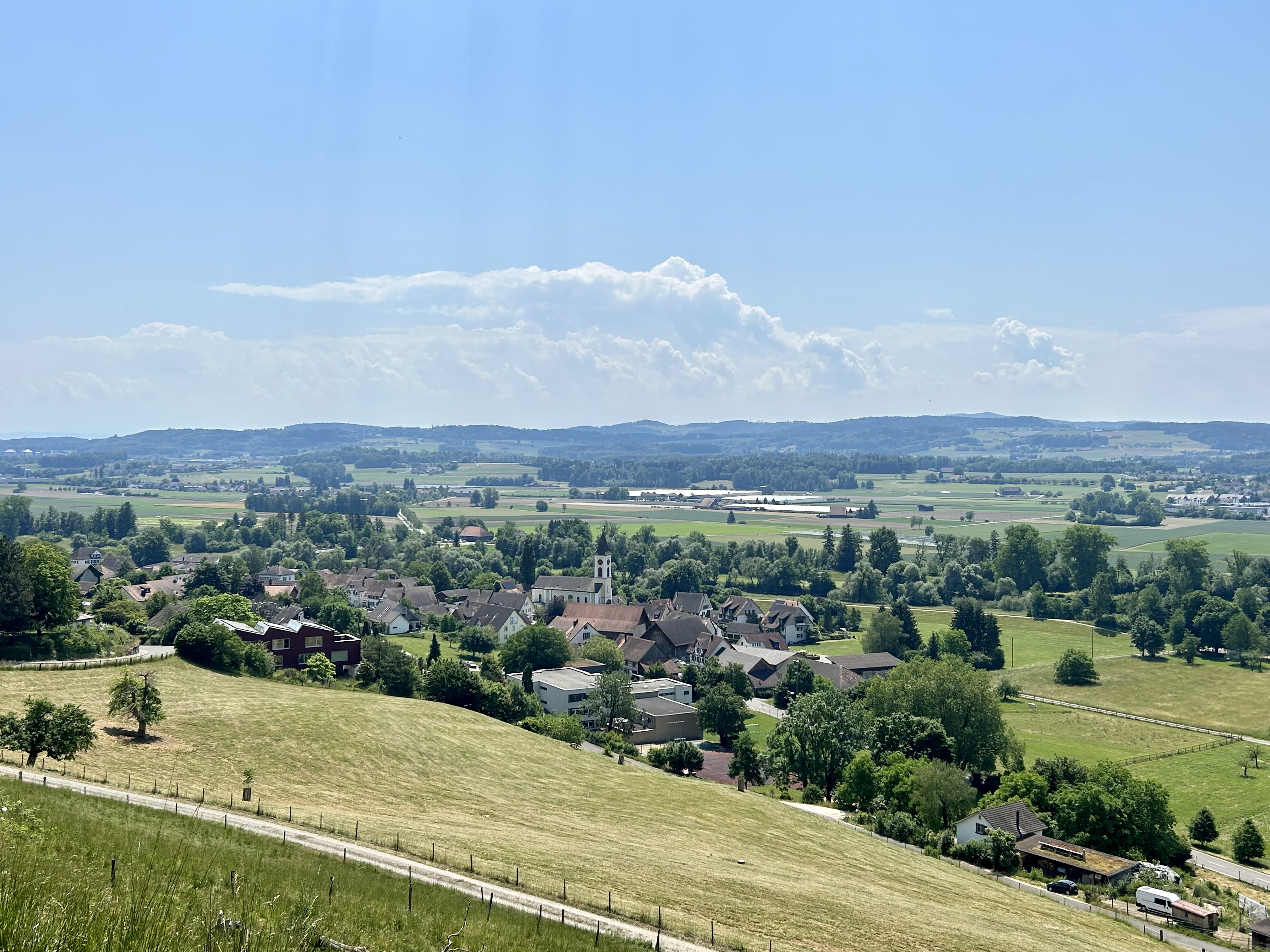
Uesslingen
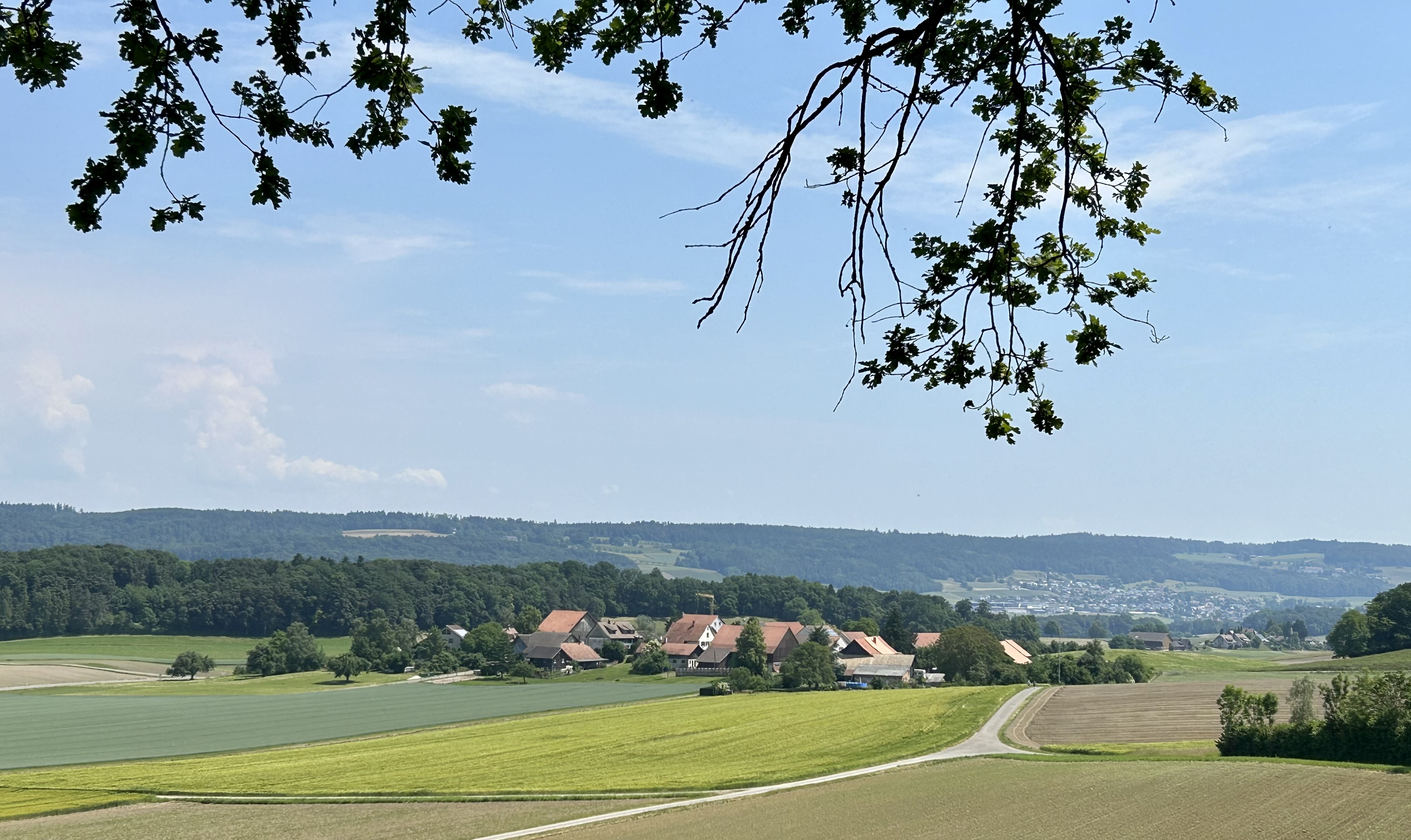
Der Weiler Trüttlikon
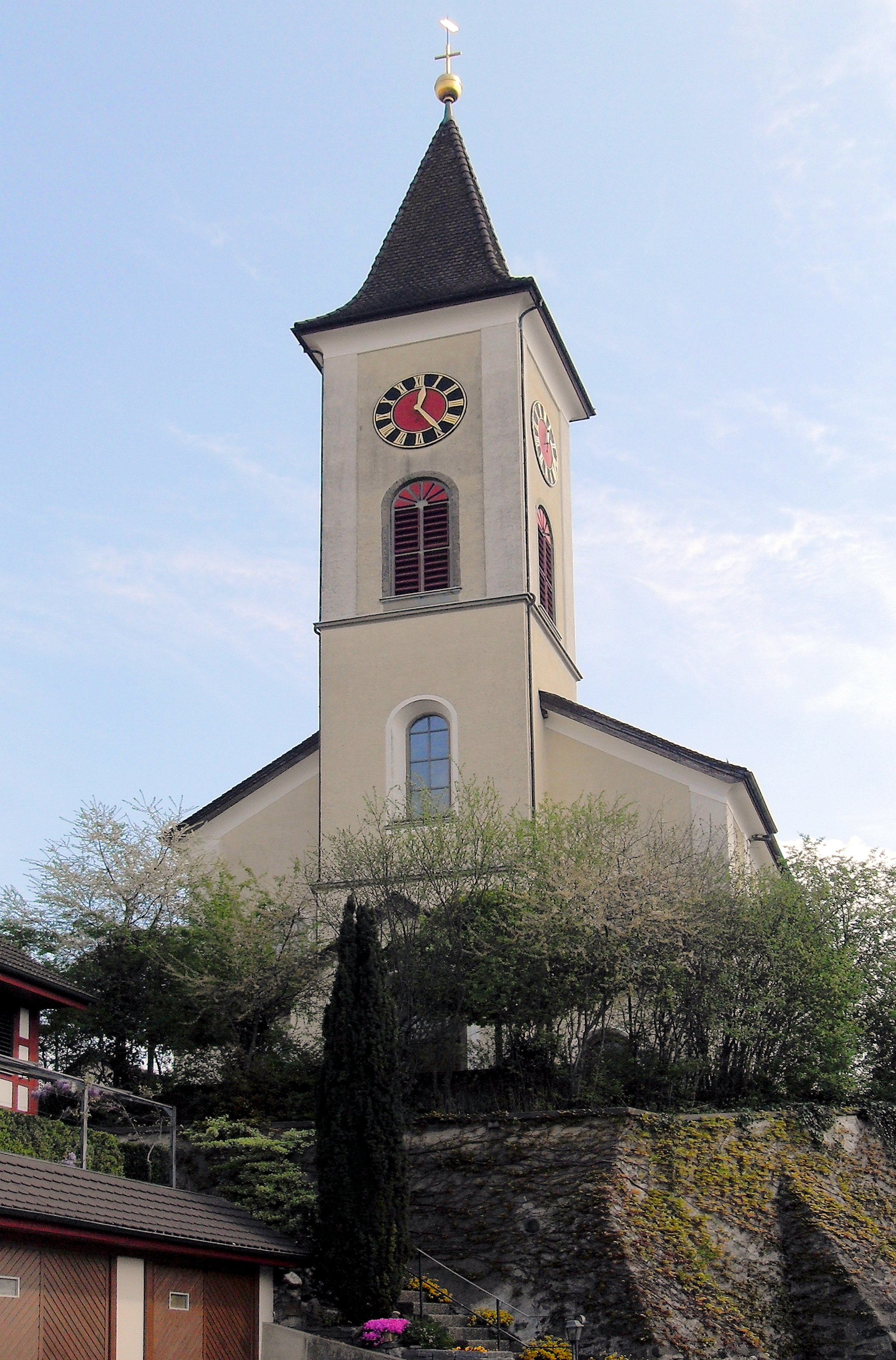
Paritätische Kirche
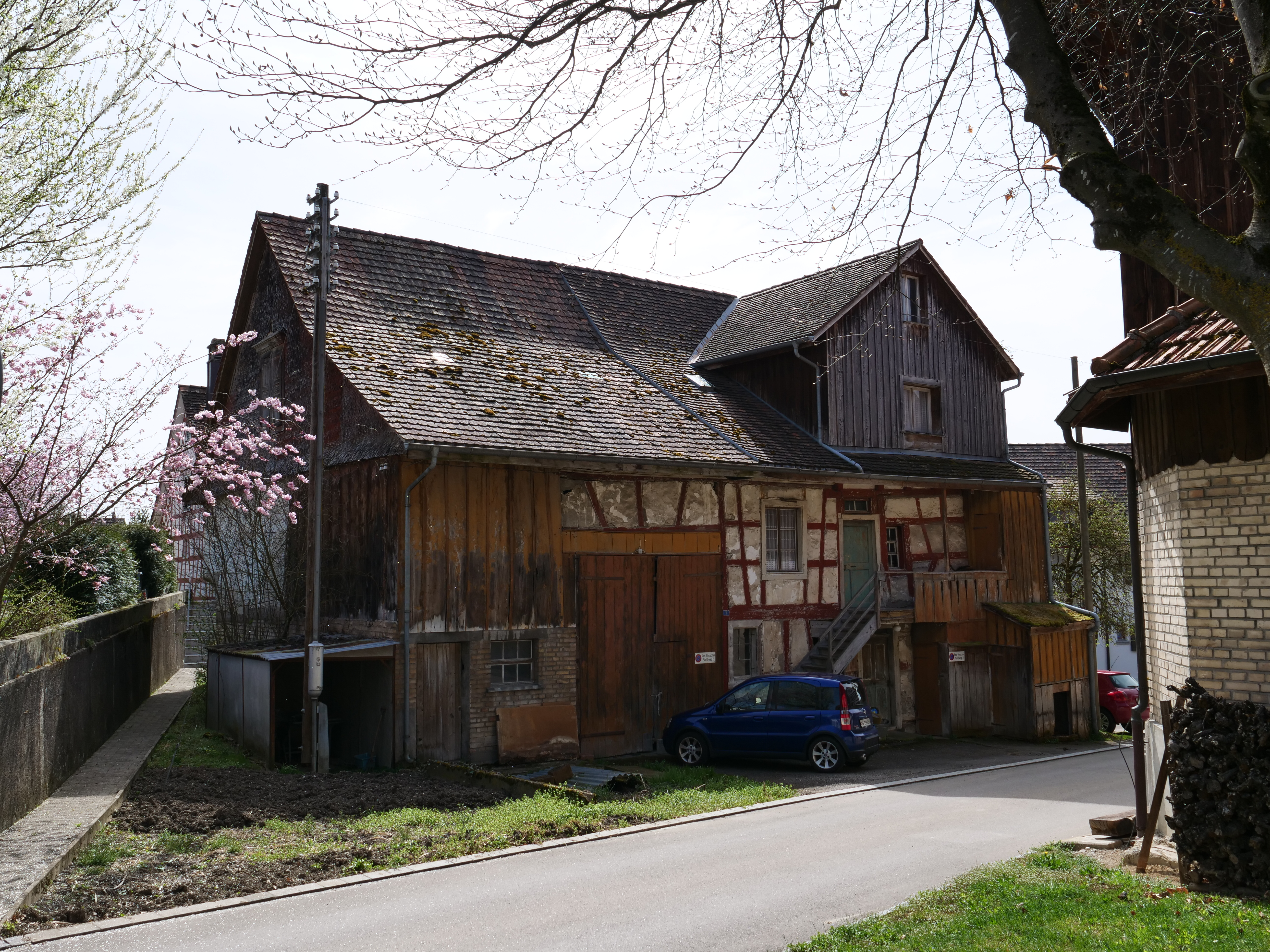
Bauernhaus im Kirchhofbereich
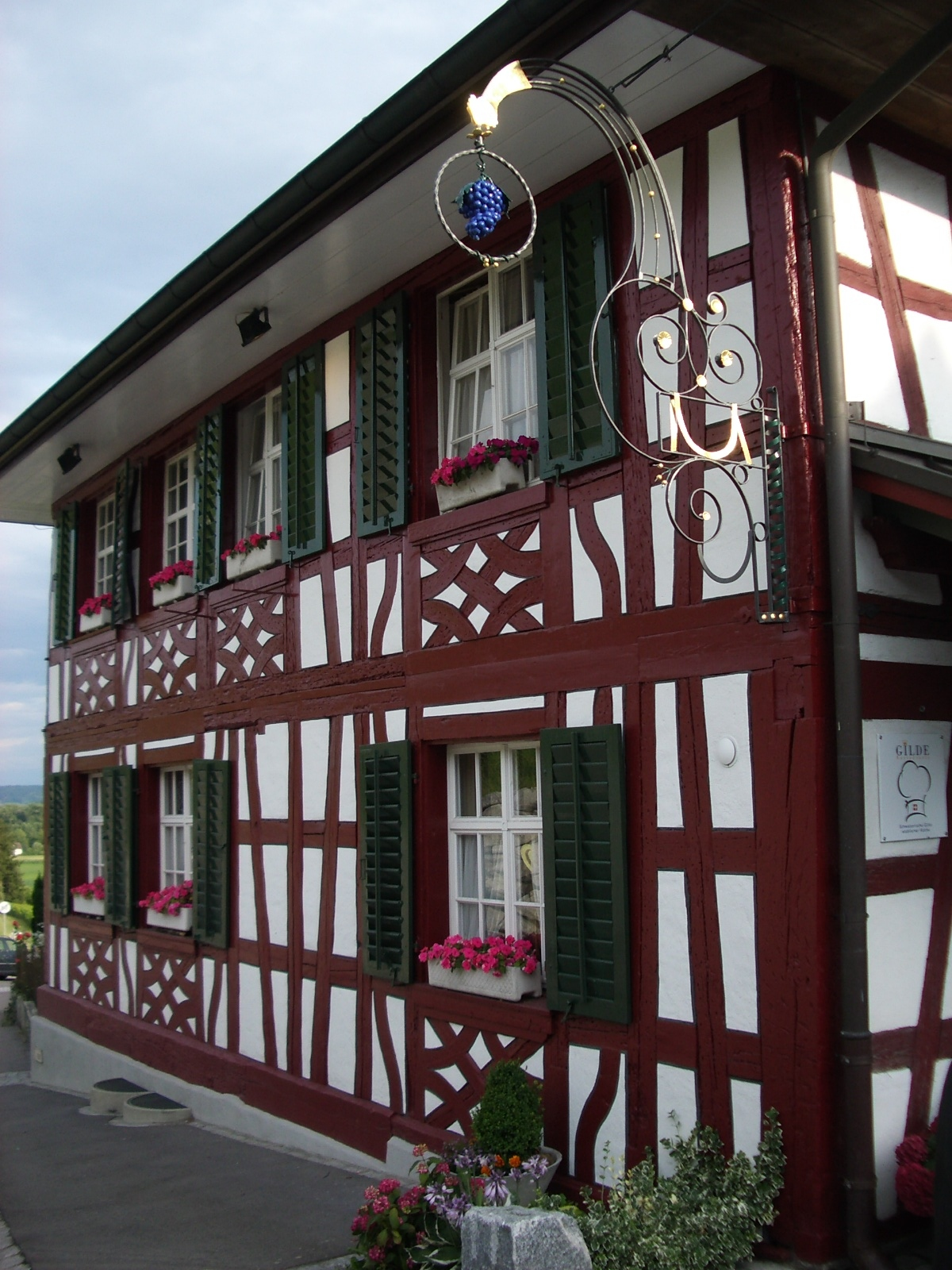
«Traube» Dietingen